# Julius Lothar von Meyer
Julius Lothar von Meyer (Varel, 19. kolovoza 1830. – Tübingen, 11. travnja 1895.), njemački kemičar. Bio je profesor kemije najprije u Eberswaldeu i Karlsruheu, a zatim, od 1876. u Tübingenu. Neovisno o D. I. Mendeljejevu, razvio je periodičku klasifikaciju kemijskih elemenata. Njegova knjiga Moderne teorije u kemiji (njem. Die modernen Theorien der Chemie, 1864.), poznata po izvanrednim raspravama o osnovnim načelima kemije, sadrži i preliminarnu klasifikaciju elemenata temeljenu na valenciji. Godine 1870. objavio je svoj sustav kemijskih elemenata i krivulju omjerâ atomskoga volumena i atomskoga broja, čime je jasno pokazao periodičke odnose između kemijskih elemenata. Prijedlog benzenove formule njegov je prilog organskoj kemiji. Njegovu metodu priprave jodovodika reakcijom crvenoga fosfora s jodom i vodom organski kemičari koriste i danas.

## Periodni sustav elemenata
Periodni sustav elemenata je sustavni tablični poredak kemijskih elemenata koji odražava njihovu atomsku građu i sličnost njihovih fizikalnih i kemijskih svojstava. Periodičkomu ponavljanju kemijskih i fizikalnih svojstava elemenata uzrok je periodička sličnost elektronske konfiguracije atoma elemenata poredanih po rastućem atomskom broju. Nova perioda u periodnom sustavu započinje kada se u elektronskoj konfiguraciji atoma počne popunjavati nova elektronska ljuska. Stoga atomi elemenata u jednoj periodi imaju jednak broj ljusaka, ali različit broj elektrona u vanjskoj ljusci (valentni elektroni). Suprotno, atomi elemenata unutar jedne skupine (stupac) imaju različit broj ljusaka, ali im je broj valentnih elektrona jednak. Kako broj valentnih elektrona određuje kemijska svojstva elementa, elementi jedne skupine imaju slična kemijskih svojstva. 
Suvremena tablica periodnoga sustava, prema preporuci Međunarodne unije za čistu i primijenjenu kemiju (IUPAC, 1988.), sadrži 7 perioda i 18 skupina elemenata. Svi su elementi u periodnome sustavu naznačeni svojim kemijskim simbolima, kojima se dodaju oznake: atomski broj (redni broj) kao lijevi supskript, a maseni broj kao lijevi superskript.
Elementi koji imaju slična kemijska svojstva imaju atomsku masu koja je ista ili relativno slična (na primjer Pt, Ir, Os) ili kojima se povaćava (na primjer K, Rb, Cs). Svrstavanje elemenata po atomskoj masi, sveden je na valencije, kao i na kemijska svojstva. Tu se ubrajaju elementi kao Li, Be, Ba, C, N, O i Sn. Elementi koji su najrasprostranjeniji imaju malu atomsku masu. 
Ne znajući za Mendeljejeva, J. L. von Meyer je također radio na periodnom sustavu. Njegov rad, izdan 1864. sadržavao je samo 28 elemenata raspoređenih po samo valencijama. Uz to, Meyer nikad nije došao na ideju da predvidi otkriće novih elemenata, i da ispravi atomske mase. Samo nekoliko mjeseci nakon Mendeljejevog sustava, Meyer izdao je virtualno identičan sustav. Neki ljudi smatraju Mendeljejeva i Meyera ko-stvoritelje periodnog sustava, no Mendeljejev je točno predvidio kvalitete elemenata koje je on zvao eka-silicij (germanij), eka-aluminij (galij) i eka-bor (skandij) i to mu je dalo veći dio slave. U to vrijeme Mendeljejeva predviđanja oduševila su sve i naknadno su dokazana kao točnim.